# Copa de Europa de Baloncesto 3×3 Masculino de 2024
La IX Copa de Europa de Baloncesto 3×3 Masculino se celebró en Viena (Austria) entre el 22 y el 25 de agosto de 2024 bajo la organización de FIBA Europa y la Federación Austríaca de Baloncesto.
Los partidos se disputaron en una pista construida temporalmente en el Kaiserwiese del parque Prater.
Un total de doce selecciones nacionales afiliadas a FIBA Europa compitieron por el título de campeón europeo, cuyo anterior defensor era el equipo de Serbia, vencedor de la Copa de 2023.
El equipo de Austria conquistó su primer título europeo al derrotar en la final a la selección de Serbia con un marcador de 18-17. En el partido por el tercer puesto el combinado de Lituania venció al de Suiza.

## Grupos
| Grupo A  | Grupo B  | Grupo C      | Grupo D      |
| -------- | -------- | ------------ | ------------ |
| España   | Suiza    | Países Bajos | Francia      |
| Serbia   | Lituania | Austria      | Gran Bretaña |
| Alemania | Croacia  | Azerbaiyán   | Letonia      |

## Fase de grupos
- Todos los partidos en la hora local de Viena (UTC+2).

### Grupo A
| Equipo   | J | G | P | PF | PC | DP  | PTS |
| -------- | - | - | - | -- | -- | --- | --- |
| España   | 2 | 2 | 0 | 42 | 33 | +9  | 4   |
| Serbia   | 2 | 1 | 1 | 36 | 31 | +5  | 3   |
| Alemania | 2 | 0 | 2 | 28 | 42 | -14 | 2   |

- Resultados

| Fecha | Hora  | Partido  | Partido | Partido  | Resultado |
| ----- | ----- | -------- | ------- | -------- | --------- |
| 23.08 | 13:15 | Alemania | -       | España   | 18-21     |
| 23.08 | 16:50 | Serbia   | -       | España   | 15-21     |
| 23.08 | 22:20 | Serbia   | -       | Alemania | 21-10     |

### Grupo B
| Equipo   | J | G | P | PF | PC | DP | PTS |
| -------- | - | - | - | -- | -- | -- | --- |
| Suiza    | 2 | 2 | 0 | 37 | 32 | +5 | 4   |
| Lituania | 2 | 1 | 1 | 36 | 35 | +1 | 3   |
| Croacia  | 2 | 0 | 2 | 27 | 33 | -6 | 2   |

- Resultados

| Fecha | Hora  | Partido  | Partido | Partido | Resultado |
| ----- | ----- | -------- | ------- | ------- | --------- |
| 22.08 | 12:50 | Lituania | -       | Suiza   | 19-21     |
| 22.08 | 16:15 | Lituania | -       | Croacia | 17-14     |
| 22.08 | 22:20 | Suiza    | -       | Croacia | 16-13     |

### Grupo C
| Equipo       | J | G | P | PF | PC | DP  | PTS |
| ------------ | - | - | - | -- | -- | --- | --- |
| Países Bajos | 2 | 2 | 0 | 43 | 28 | +15 | 4   |
| Austria      | 2 | 1 | 1 | 39 | 40 | -1  | 3   |
| Azerbaiyán   | 2 | 0 | 2 | 27 | 41 | -14 | 2   |

- Resultados

| Fecha | Hora  | Partido      | Partido | Partido    | Resultado |
| ----- | ----- | ------------ | ------- | ---------- | --------- |
| 23.08 | 13:40 | Países Bajos | -       | Azerbaiyán | 21-9      |
| 23.08 | 17:15 | Austria      | -       | Azerbaiyán | 20-18     |
| 23.08 | 21:20 | Países Bajos | -       | Austria    | 22-19     |

### Grupo D
| Equipo       | J | G | P | PF | PC | DP  | PTS |
| ------------ | - | - | - | -- | -- | --- | --- |
| Francia      | 2 | 2 | 0 | 43 | 29 | +14 | 4   |
| Gran Bretaña | 2 | 1 | 1 | 35 | 42 | -7  | 3   |
| Letonia      | 2 | 0 | 2 | 35 | 42 | -7  | 2   |

- Resultados

| Fecha | Hora  | Partido | Partido | Partido      | Resultado |
| ----- | ----- | ------- | ------- | ------------ | --------- |
| 22.08 | 12:25 | Francia | -       | Gran Bretaña | 22-14     |
| 22.08 | 15:50 | Letonia | -       | Gran Bretaña | 20-21     |
| 22.08 | 21:55 | Francia | -       | Letonia      | 21-15     |

## Fase final
- Todos los partidos en la hora local de Viena (UTC+2).

|  | Cuartos de final | Cuartos de final |          |         | Semifinales  | Semifinales  |          |              | Final        | Final        |  |
|  | 24 de agosto     | 24 de agosto     |          |         | 25 de agosto | 25 de agosto |          |              | 25 de agosto | 25 de agosto |  |
|  |                  |                  |          |         |              |              |          |              |              |              |  |
|  |                  |                  |          |         |              |              |          |              |              |              |  |
|  | España           | 16               |          |         |              |              |          |              |              |              |  |
|  | España           | 16               |          |         |              |              |          |              |              |              |  |
|  | Austria          | 21               |          |         |              |              |          |              |              |              |  |
|  | Austria          | 21               |          | Austria | 21           |              |          |              |              |              |  |
|  |                  |                  |          | Austria | 21           |              |          |              |              |              |  |
|  |                  |                  | Lituania | 14      |              |              |          |              |              |              |  |
|  | Francia          | 16               | Lituania | 14      |              |              |          |              |              |              |  |
|  | Francia          | 16               |          |         |              |              |          |              |              |              |  |
|  | Lituania         | 21               |          |         |              |              |          |              |              |              |  |
|  | Lituania         | 21               |          |         |              |              |          | Austria      | 18           |              |  |
|  |                  |                  |          |         |              |              |          | Austria      | 18           |              |  |
|  |                  |                  | Serbia   | 17      |              |              |          |              |              |              |  |
|  | Suiza            | 21               | Serbia   | 17      |              |              |          |              |              |              |  |
|  | Suiza            | 21               |          |         |              |              |          |              |              |              |  |
|  | Gran Bretaña     | 10               |          |         |              |              |          |              |              |              |  |
|  | Gran Bretaña     | 10               |          | Suiza   | 10           |              |          | Tercer lugar | Tercer lugar |              |  |
|  |                  |                  |          | Suiza   | 10           |              |          | Tercer lugar | Tercer lugar |              |  |
|  |                  |                  | Serbia   | 21      |              |              |          |              |              |              |  |
|  | Países Bajos     | 16               | Serbia   | 21      |              |              | Lituania | 21           |              |              |  |
|  | Países Bajos     | 16               |          |         |              |              | Lituania | 21           |              |              |  |
|  | Serbia           | 21               |          |         |              |              |          |              | Suiza        | 18           |  |
|  | Serbia           | 21               |          |         |              |              |          |              | Suiza        | 18           |  |
|  |                  |                  |          |         |              |              |          |              |              |              |  |

### Cuartos de final
| Fecha | Hora  | Partido      | Partido | Partido      | Resultado |
| ----- | ----- | ------------ | ------- | ------------ | --------- |
| 24.08 | 14:45 | Suiza        | -       | Gran Bretaña | 21-10     |
| 24.08 | 15:10 | Países Bajos | -       | Serbia       | 16-21     |
| 24.08 | 20:50 | Francia      | -       | Lituania     | 16-21     |
| 24.08 | 21:15 | España       | -       | Austria      | 16-21     |

### Semifinales
| Fecha | Hora  | Partido | Partido | Partido  | Resultado |
| ----- | ----- | ------- | ------- | -------- | --------- |
| 25.08 | 13:00 | Austria | -       | Lituania | 21-14     |
| 25.08 | 13:25 | Suiza   | -       | Serbia   | 10-21     |

### Tercer lugar
| Fecha | Hora  | Partido  | Partido | Partido | Resultado |
| ----- | ----- | -------- | ------- | ------- | --------- |
| 25.08 | 18:15 | Lituania | -       | Suiza   | 21-18     |

### Final
| Fecha | Hora  | Partido | Partido | Partido | Resultado |
| ----- | ----- | ------- | ------- | ------- | --------- |
| 25.08 | 19:30 | Austria | -       | Serbia  | 18-17     |

## Clasificación general
| 1. Austria      |
| 2. Serbia       |
| 3. Lituania     |
| 4. Suiza        |
| 5. Países Bajos |
| 6. Francia      |
| 7. España       |
| 8. Gran Bretaña |
| 9. Letonia      |
| 10. Alemania    |
| 11. Croacia     |
| 12. Azerbaiyán  |